# Kill Your Friends
Kill Your Friends é um filme de humor negro britânico de 2015, crime e suspense britânico com previsão de lançamento para 2015. Foi dirigido por Owen Harris, com roteiro escrito por John Niven baseado em sua própria escrita de mesmo nome.

## Sinopse
Londres, 1997; a indústria musical britânica está em uma série de riscos. Bandas de Britpop, Blur, Oasis, The Verve governam as ondas de rádio e a Cool Britannia está em pleno andamento. De 27 anos, Steven Stelfox está cortando e queimando seu caminho através da música, um mundo onde "ninguém sabe de nada" e onde as carreiras são feitas e quebradas por acaso junto com os gostos volúveis do público em geral. Abastecido pela ganância, ambição e quantidades desumanas de drogas, Stelfox vive o sonho, como ele procura para o seu próximo disco de sucesso. Mas como os hits param e a indústria começa a mudar, Stelfox leva o conceito de "melodias matadoras" para um novo nível assassino em uma tentativa desesperada de salvar sua carreira.

## Elenco
- Nicholas Hoult.[1] Stelfox
- Craig Roberts ... Darren
- James Corden ... Waters
- Tom Riley ... Parker-Hall
- Georgia King as Rebecca
- Jim Piddock ... Derek Sommers
- Ed Skrein ... Rent
- Damien Molony ... Ross
- Joseph Mawle ... Trellick
- Rosanna Hoult ... Kate
- Frida Sundemo ... Marcy
- Sophie Knight
- Susie Kumah